# Manuel Sánchez de la Peña
Manuel "Manu" Sánchez de la Peña (Madrid, 24 d'agost de 2000) és un futbolista espanyol que juga com a lateral esquerre pel Llevant UE, cedit pel Celta.

## Carrera de club
Sánchez va néixer a Madrid, i va ingressar al planter de l'Atlètic de Madrid el 2014, procedent de la UE Cornellà. Va fer el seu debut com a sènior amb el filial el 30 de març de 2019, com a titular en un partit de Segona Divisió B guanyat a fora per 0-2 contra el Salamanca CF UDS.
El 30 d'agost de 2019, Sánchez va renovar el seu contracte amb l'Atleti fins al 2023. Va fer el seu debut amb el primer equip – i a La Liga – el 14 de desembre, com a titular en una derrota a casa per 2–0 contra el CA Osasuna.
El 7 de setembre de 2020, Sánchez va estendre novament el seu contracte fins al 2025. El següent 11 gener, va ser cedit al CA Osasuna també de primera divisió, per a la resta de la temporada.
El 17 d'agost de 2021, Sánchez va tornar a l'Osasuna cedit per a la campanya 2021–22. El 27 de juliol de 2022, la cessió es va prorrogar un any més.
El 3 de juliol de 2023, Sánchez va signar un contracte de cinc anys amb el RC Celta de Vigo, també de la màxima categoria. El 23 de juliol de l'any següent, va ser cedit al Deportivo Alavés, un altre equip de primera, per a la temporada 2024-25.
El 25 de juliol de 2025, Sánchez fou cedit al Llevant UE, que tot just acabava d'ascendir a la màxima categoria, per un any.